# Knattspyrnufélag ÍA
O Knattspyrnufélag ÍA é a seção de futebol do clube desportivo islandês Íþróttabandalag Akraness. Foi fundado em 1946, sua sede fica na cidade de Akranes, no oeste da Islândia.

## Titulos
- Úrvalsdeild: 18
  - 1951, 1953, 1954, 1957, 1958, 1960, 1970, 1974, 1975, 1977, 1983, 1984, 1992, 1993, 1994, 1995, 1996, 2001
(Vice-campeão: 1952, 1955, 1959, 1961, 1963, 1964, 1965, 1969, 1978, 1979, 1985, 1997)
- Copa da Islândia: 9
  - 1978, 1982, 1983, 1984, 1986, 1993, 1996, 2000, 2003
(Vice-Campeão: 1961, 1963, 1964, 1965, 1969, 1974, 1975, 1976, 1999)
- Copa da Liga Islandesa: 3
  - 1996, 1999, 2003
- Super Copa da Islândia: 1
  - 2003
- Segunda Divisão Islandesa : 3
  - 1968, 1991, 2011

## Elenco Atual
Nota: Bandeiras indicam equipe nacional, conforme definido pelas regras de elegibilidade da FIFA. Os jogadores podem ter mais de uma nacionalidade não-FIFA.
| N.º |          | Posição | Jogador                            |
| --- | -------- | ------- | ---------------------------------- |
| 1   | Islândia | G       | Páll Gísli Jónsson                 |
| 2   | Islândia | D       | Aron Ýmir Pétursson                |
| 3   | Islândia | D       | Páll Sindri Einarsson              |
| 4   | Islândia | D       | Kári Ársælsson                     |
| 5   | Islândia | D       | Heimir Einarsson                   |
| 6   | Islândia | D       | Ármann Smári Björnsson             |
| 7   | Islândia | A       | Þórður Birgisson                   |
| 8   | Islândia | M       | Jóhannes Karl Guðjónsson (Capitão) |
| 9   | Islândia | A       | Garðar Gunnlaugsson                |
| 10  | Islândia | A       | Jón Vilhelm Ákason                 |
| 11  | Islândia | M       | Arnar Már Guðjónsson               |
| 12  | Islândia | G       | Árni Snær Ólafsson                 |
| 13  | Islândia | A       | Sigurjón Guðmundsson               |

| N.º |            | Posição | Jogador                     |
| --- | ---------- | ------- | --------------------------- |
| 14  | Islândia   | M       | Ólafur Valur Valdimarsson   |
| 15  | Islândia   | D       | Guðmundur Böðvar Guðjónsson |
| 16  | Islândia   | A       | Andri Adolphsson            |
| 18  | Islândia   | A       | Hallur Flosason             |
| 19  | Islândia   | M       | Eggert Kári Karlsson        |
| 21  | Inglaterra | M       | Dean Martin                 |
| 23  | Islândia   | M       | Einar Logi Einarsson        |
| 25  | Inglaterra | A       | Theo Furness                |
| 29  | Islândia   | A       | Jón Björgvin Kristjánsson   |
| 30  | Finlândia  | D       | Jan Berg                    |
| 33  | Letónia    | M       | Maksims Rafaļskis           |
|     | Suécia     | M       | Joakim Wrele                |

## Jogadores Notaveis
- Árni Gautur Arason (ÍA, Rosenborg, manchester City, Vålerenga)
- Bjarni Guðjónsson (ÍA, Newcastle United, Genk, Stoke City, Coventry City, Plymouth Argyle)
- Jóhannes Karl Guðjónsson (ÍA, Genk, RKC Waalwijk, Real Betis, Aston Villa, Wolves, Leicester City, AZ Alkmaar, Burnley, Huddersfield Town)
- Þórður Guðjónsson (ÍA, VfL Bochum, Genk, Las Palmas, Derby County, Stoke City)
- Arnar Gunnlaugsson (ÍA, Feyenoord, 1. FC Nuremberg, Sochaux, Bolton Wanderers, Leicester City, Dundee United, KR, FH, Fram)
- Bjarki Gunnlaugsson (ÍA, Feyenoord, 1. FC Nuremberg, VfR Mannheim, Molde, Preston, KR, FH)
- Garðar Gunnlaugsson (ÍA, Norrköping, Valur, CSKA Sofia)
- Ríkharður Jónsson (seleção Nacional da  Islândia)
- Sigurður Jónsson (ÍA, Sheffield Wednesday, Arsenal, Örebro, Dundee Utd, Djurgårdens IF (Técnico))
- Pétur Pétursson (ÍA, Feyenoord, Anderlecht, Hércules, KR)
- Grétar Rafn Steinsson (ÍA, BSC Young Boys, AZ Alkmaar, Bolton Wanderers)
- Guðjón Þórðarson (Técnico  do Crewe, Stoke City, Barnsley e Notts County na Inglaterra)
- Karl Þórðarson (ÍA, La Louvière, Laval)
- Ólafur Þórðarson (ÍA, Brann)
- Teitur Þórðarson (ÍA, Lens, Yverdon, Jönköpings Södra IF, Östers IF e como  técnico  da Seleção Nacional da Estónia)

## Técnicos
- Mike Ferguson (1976)
- Guðjón Þórðarson (1987, 1991–93, 1996, julho de  2007–julho de 2008)
- Arnar Gunnlaugsson (2006, 2008–Dezembro 2009)
- Bjarki Gunnlaugsson (2006, julho de 2008–Dezembro de 2009)
- Þórður Þórðarson (Janeiro de 2008–)